# Estadio Municipal Nuevo Pepico Amat
Das Estadio Municipal Nuevo Pepico Amat ist ein Fußballstadion in der spanischen Stadt Elda, Valencianische Gemeinschaft. Die Anlage in der Provinz Alicante bietet 4036 Zuschauern Sitzplätze und ist die Heimspielstätte des Fußballvereins CD Eldense, der zur Saison 2023/24 in die Segunda División aufgestiegen ist. Es ist in die UEFA-Stadionkategorie 2 eingestuft. Der Name geht auf Josep Amat Cerdán (1917–1994, kurz: Pepico Amat) zurück. Der Torwart aus Elda war Spieler und Trainer beim CD Eldense.

## Geschichte

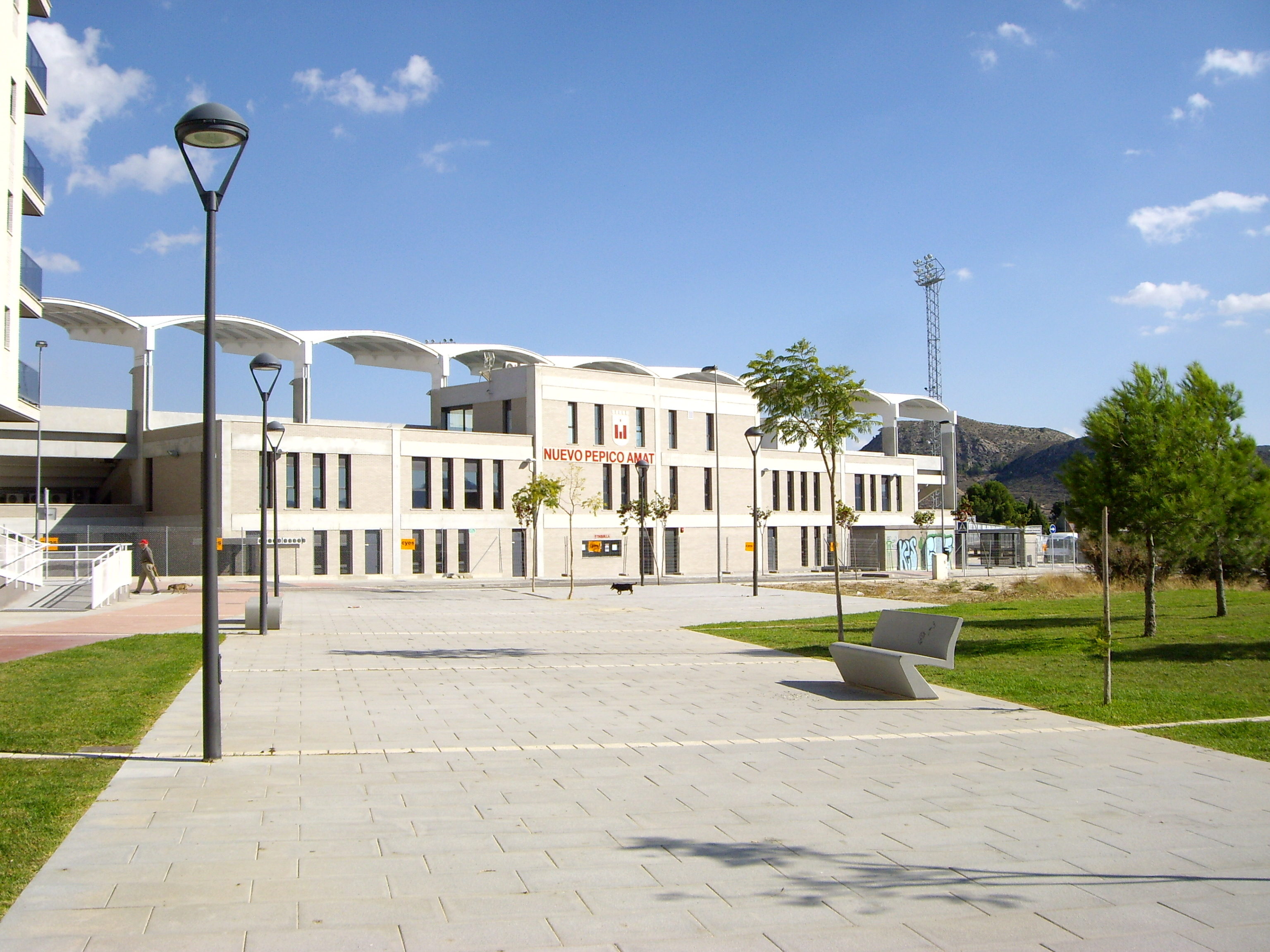
Die Fassade der Haupttribüne

Der CD Eldense spielte im 1923 eröffneten Campo El Parque. Anfang der 1960er Jahre begann rund 200 m neben dem El Parque der Bau des Estadio Pepico Amat. Am 26. April 1964 fand das erste Spiel im Stadion mit 8000 Stehplätzen statt. Der CD Eldense traf im letzten Saisonspiel auf Hércules Alicante. Es war die einzige Partie der Segunda División im Estadio Pepico Amat. 1988 wurde die Tribüne überdacht, aber der Rest blieb unverändert. Der CD Eldense stieg 2006/07 in die Segunda División B auf und das Stadion erhielt einen neuen Anstrich. Am Ende der Saison kehrte man in die Tercera División zurück. Die Zeit des Estadio Pepico Amat als Spielstätte des CD Eldense ging zu Ende. Die Stadt wollte das Grundstück und die angrenzenden Nebengebäude für einen neuen Einkaufs- und Freizeitkomplex nutzen. Nur rund 300 m südwestlich wurde Anfang 2011 mit dem Bau des Estadio Municipal Nuevo Pepico Amat mit 4000 Sitzplätzen begonnen. Die Kosten von 4,5 Mio. Euro wurden teilweise von der Valencianischen Gemeinschaft getragen. Die letzte Partie im Estadio Pepico Amat wurde am 26. August 2012 ausgetragen. Eldense trennte sich mit 0:0 vom Orihuela CF. Am 30. September 2012 wurde der Neubau mit dem Ligaspiel der Tercera División gegen den CF Borriol eingeweiht. Vor 2000 Zuschauern gewann die Heimmannschaft mit 1:0. Die Haupttribüne ist mit einem auskragenden Tonnengewölbedach gedeckt. Die drei weiteren Ränge liegen unter freiem Himmel. Die Kunststoffsitze tragen die Vereinsfarben Rot und Blau und das Spielfeld bedeckt ein Kunstrasen. Das städtische Stadion verfügt des Weiteren über Trainingsanlagen für Mixed Martial Arts und Gymnastik. 2014 kehrte der Club in die Segunda B zurück. Am 24. August des Jahres war das Estadio Municipal Nuevo Pepico Amat gegen Hércules Alicante zum ersten Mal ausverkauft. Das alte Estadio Pepico Amat steht heute noch und ist weitgehend ungenutzt. Der geplante Einkaufs- und Freizeitkomplex wurde bis heute nicht gebaut.